# Тьюки, Джон
Джон Уа́йлдер Тью́ки (англ. John Wilder Tukey; 16 июня 1915, Нью-Бедфорд, штат Массачусетс — 26 июля 2000, Нью-Брансуик, штат Нью-Джерси) — американский математик, изобретатель алгоритма быстрого преобразования Фурье, автор терминов «бит» (сокращение от binary digit, 1946) и англ. software (программное обеспечение, 1958).
Степени бакалавра (1936) и магистра по химии (1937) получил Брауновском университете. Затем поступил в Принстонский университет, где получил докторскую степень по математике.
Во время Второй мировой войны работал в противопожарном исследовательском бюро, позже вернулся в университет. В то же время участвовал в разработках при Bell Labs.
Входил в состав «Флексагонного комитета». В 1950-х годов (задолго до появления «Жизни» Конвея) рассмотрел конфигурацию клеточного автомата, не имеющего предков, — «Сад Эдема».
С 1985 года на пенсии; скончался от сердечного приступа.
Член Национальной академии наук США (1961), иностранный член Лондонского королевского общества (1991).
Премии и награды:
- 1949 — Стипендия Гуггенхайма[7]
- 1965 — Мемориальная награда Уилкса[англ.] (1965)[8]
- 1973 — Национальная научная медаль США
- 1976 — Shewhart Medal[англ.]
- 1982 — Медаль Почёта IEEE «за вклад в исследование спектрального анализа случайных процессов и алгоритм быстрого преобразования Фурье»[9]
- 1982 — Медаль Деминга[10]
- 1984 — Медаль Джеймса Мэдисона[11]
- 1985 — Лекция Джона фон Неймана